# Anoualerpeton
Anoualerpeton ist eine Gattung der Familie Albanerpetontidae, einer komplett ausgestorbenen Untergruppe der modernen Amphibien (Lissamphibia). Sie ist bislang durch zwei Arten, Anoualerpeton priscus und Anoualerpeton unicus, aus dem Mitteljura (Bathon) von Großbritannien bzw. aus der untersten Unterkreide (? Berrias) von Marokko bekannt.

## Etymologie
Der Name „Anoualerpeton“ ist zusammengesetzt aus Annual, dem Namen einer Stadt im östlichen Hohen Atlas (Marokko), in deren relativer Nähe das Typusmaterial der Typusart Anoualerpeton unicus gefunden wurde, und dem altgriechischen Wort ἑρπετόν herpeton, das so viel wie ‚niederes Landwirbeltier‘ bedeutet (vgl. → Herpetologie) und oft in Gattungsnamen fossiler Lurche verwendet wird. Die Epitheta „priscus“ und „unicus“ bedeuten ‚alt‘ und ‚einzig‘, was sich darauf bezieht, dass Anoualerpeton priscus der geologisch älteste Albanerpetontide ist und Anoualerpeton unicus der einzige Albanerpetontide, der auf dem ehemaligen großen Südkontinent Gondwana vorkommt.

## Merkmale

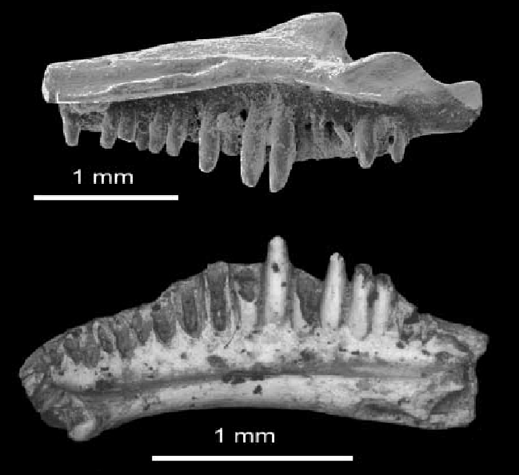
Fast vollständiges linkes Maxillare (oben) und vorderer Teil eines rechten Dentale (unten) von A. unicus in Lingualansicht.

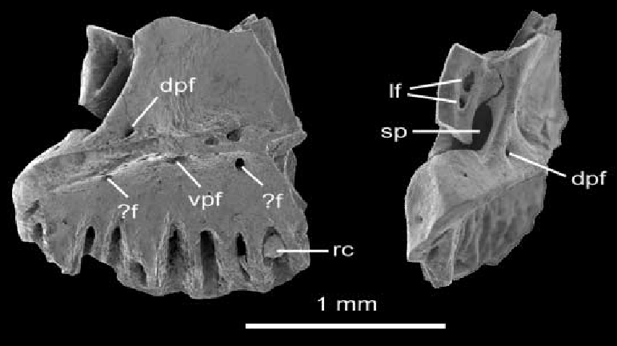
Holotyp von Anoualerpeton priscus, ein isoliertes unvollständiges linkes Prämaxillare. Links: Lingualansicht. Rechts: Laterolingualansicht. Man beachte die Position der Suprapalatalgrube (sp) im Vergleich zum Holotyp von A. unicus.

Anoualerpeton hat keine Alleinstellungsmerkmale (Autapomorphien), sondern ist durch ein Mosaik aus Merkmalen gekennzeichnet, die entweder bei Albanerpeton, nicht aber Celtedens oder bei Celtedens, nicht aber Albanerpeton auftreten. So ist der okklusale Rand von Maxillare und Dentale in labialer bzw. lingualer Ansicht konvex und die Zähne im mittleren Drittel der Zahnreihe sind am längsten, was beides sonst nur von der Art Albanerpeton nexuosus bekannt ist. Der Processus internasalis des azygischen Frontale, d. h. das zur Schnauzenspitze hin weisende, von den Nasalia flankierte Ende des aus der Verschmelzung der ursprünglich paarigen Frontalia hervorgegangenen Knochens, läuft spitz zu. Die seitlichen Ränder dieses Processus sind als eine Art Nut ausgebildet, in die die Ränder der Nasalia hineingreifen (vgl. → Nut-Feder-Verbindung), was beides bei Albanerpeton, aber nicht bei Celtedens vorkommt. Zudem ist das Längen-Breiten-Verhältnis des Frontale relativ groß und das Frontale ist in Dorsal- und Ventralansicht eher glockenförmig als dreieckig, Merkmale, die Anoualerpeton nur mit Celtedens, nicht aber mit Albanerpeton teilt.
Die beiden Anoualerpeton-Arten unterscheiden sich in erster Linie anhand der Lage der Suprapalatalgrube. Dies ist eine Vertiefung in der Innenseite (Lingualseite) jenes Teils des Prämaxillare, der auf das Schädeldach hinaufreicht (Pars dorsalis). Bei Anoualerpeton priscus liegt die Suprapalatalgrube im medialen Rand der äußeren Nasenöffnung. Bei Anoualerpeton unicus hingegen liegt sie weiter mediad, außerhalb der Umrandung der äußeren Nasenöffnung.

## Fossilbericht und Erhaltung
Wie für Albanerpetontiden allgemein üblich, kommen die Überreste von Anoualerpeton sämtlich aus sogenannten Mikrovertebraten-Lokalitäten, das heißt, es handelt sich um isolierte, relativ kleine Knochen, die durch Aufschlämmen und Sieben von Proben des Sedimentgesteins, in dem sie eingebettet waren, gewonnen wurden. Bislang ist Anoualerpeton nur aus den Typuslokalitäten der beiden Arten bekannt.

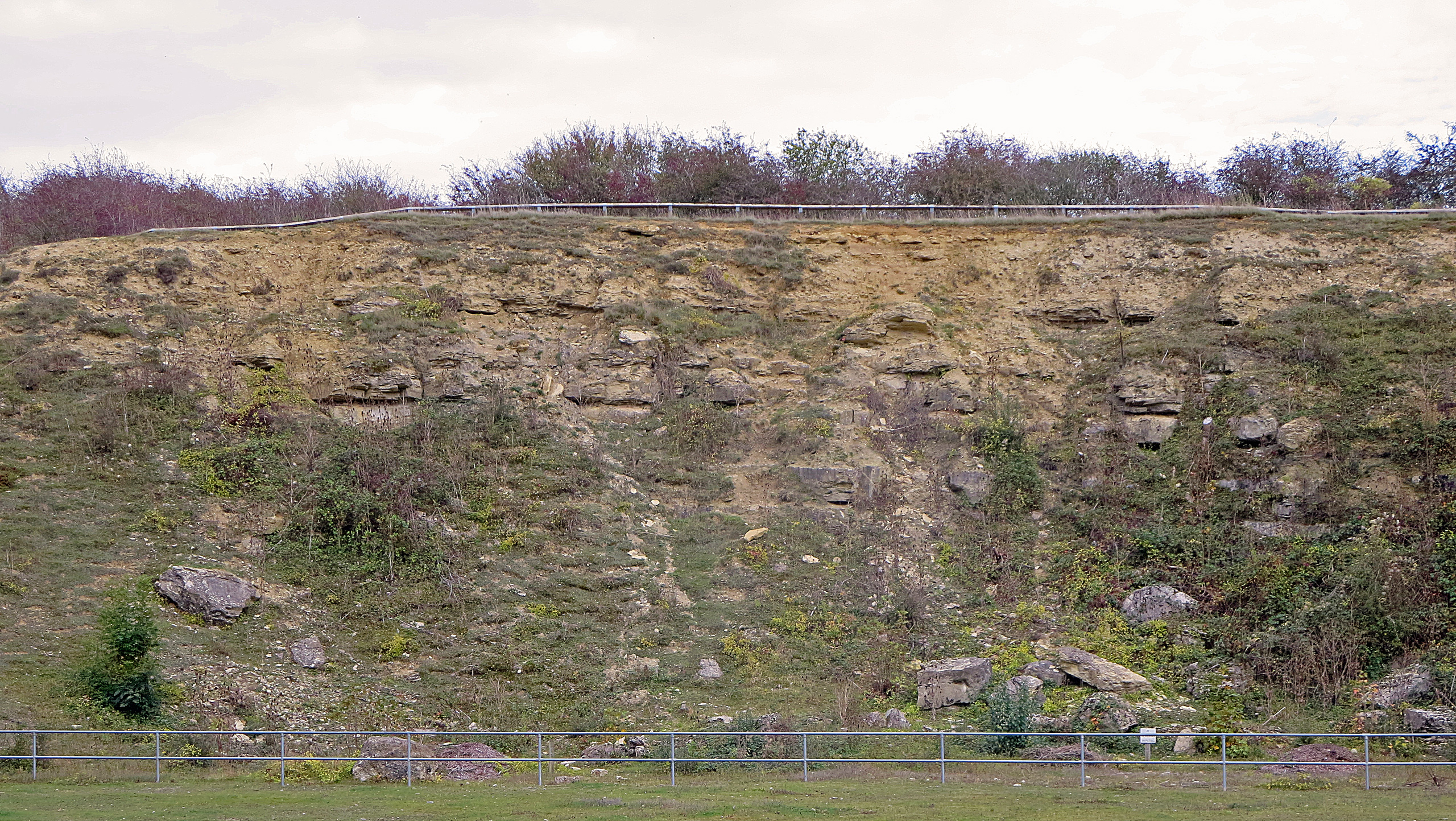
Ostwand des Washford Quarry mit Forest-Marble-Formation im oberen Teil (gelblich verwitterndes Gestein)

Die ältere Art Anoualerpeton priscus entstammt dem Kirtlington Mammal Bed („Kirtlingtoner Säugetier-Schicht“) im untersten Teil der Forest-Marble-Formation des Bathons von Mittelengland. Das Kirtlington Mammal Bed ist die ergiebigste Mikrovertebratenlagerstätte des Washford Quarry, eines auflässigen Kalksteinbruches westlich von Kirtlington, ca. 15 Kilometer nördlich von Oxford. Es besteht aus einem schwach verfestigten tonigen Mergel, der wahrscheinlich in einem sumpfigen Milieu zur Ablagerung kam und unter anderem auch Zähne von Dinosauriern und frühen Mammaliaformes enthält. Das als Anoualerpeton priscus klassifizierte Material aus Kirtlington wurde vormals den Gattungen Albanerpeton bzw. Celtedens zugeordnet.
Die jüngere Art Anoualerpeton unicus, die auch Typusart der Gattung ist, wurde in der Mikrovertebratenfauna der Lokalität Ksar Met Lili im östlichen Hohen Atlas identifiziert. Die Lokalität liegt im Süden der Provinz Figuig in Marokko, ca. 100 Kilometer östlich der Stadt Annual. Die Lagerstätte befindet sich in einer Linse eines nicht-marinen Kalksteins, die in marine Ablagerungen im oberen Teil der sogenannten Couches Rouges („Rote Schichten“) eingebettet ist. Diese marinen Sedimente sind mittels Coccolithophoriden unsicher auf Berrias datiert worden. Auch in Ksar Met Lili kommen Dinosaurier vor und, aufgrund des geringeren geologischen Alters, auch Vertreter der Säugetier-Kronengruppe (Mammalia).

## Systematik
Anoualerpeton nimmt nach bisherigen Erkenntnissen die basalste Stellung innerhalb der Albanerpetontiden ein, was mit seiner stratigraphischen Reichweite übereinstimmt. Das folgende Kladogramm zeigt eine aktuelle (2013) Hypothese der Verwandtschaftsbeziehungen der Albanerpetontiden.
|  | Celtedens                                                    |
|  |                                                              |
|  | \| \| Wesserpeton \| \| \| \| \| \| Albanerpeton \| \| \| \| |
|  |                                                              |
|  | Wesserpeton                                                  |
|  |                                                              |
|  | Albanerpeton                                                 |
|  |                                                              |

|  | Wesserpeton  |
|  |              |
|  | Albanerpeton |
|  |              |

|  | Celtedens                                                    |
|  |                                                              |
|  | \| \| Wesserpeton \| \| \| \| \| \| Albanerpeton \| \| \| \| |
|  |                                                              |
|  | Wesserpeton                                                  |
|  |                                                              |
|  | Albanerpeton                                                 |
|  |                                                              |

|  | Wesserpeton  |
|  |              |
|  | Albanerpeton |
|  |              |